# Heimschlag
Der Heimschlag ist die Übertragung eines Eigentums an die öffentliche Hand oder einen anderen Gläubiger. Das Heimschlagsrecht entsteht, wenn z. B. die kommunale Bauaufsicht durch Planung Eingriffe in ein Grundstück solcherart vornimmt, dass der Grundstückseigentümer sein Grundstück nicht mehr angemessen nutzen kann. Der Heimschlag bedeutet dann, dass der Eigentümer die Kommune auffordert, das entwertete Grundstück zu übernehmen und ihn angemessen zu entschädigen.